# M90 Stršljen
M90 Strsljen (укр. «Шершень») — македонський ручний реактивний протитанковий гранатомет. Призначений для боротьби з танками, БМП, самохідними артилерійськими установками та іншими броньованими об'єктами противника, а також може бути використаний для знищення живої сили ворога, що знаходиться в легких укриттях і спорудах міського типу.
Розроблений та виготовлявся у часи Союзної Югославії. Нині гранатомет виготовляється фірмою Eurokompozit of Prilep (Македонія), а гранати — у Сербії — Sloboda Čačak.

## На озброєнні
- Ірак 160
- Північна Македонія 600+
- Сербія 250+, армійська назва M91.